# Třída Hardy
Třída Hardy byla třída torpédoborců Britského královského námořnictva. Celkem byly postaveny dvě jednotky této třídy. Ve službě byly v letech 1896–1912.
Třída Hardy představovala jednu ze sedmnácti podtříd raných britských torpédoborců od různých výrobců, které jsou souhrnně označovány jako třída A. Torpédoborce třídy A neměly jednotný design, ale důraz byl u nich kladen na jednotnou rychlost (u prvních tří podtříd 26 uzlů a u zbývajících čtrnácti podtříd 27 uzlů). Třída Hardy patřila do druhé skupiny označováné jako „27-knotters“.

## Stavba
Britská loděnice William Doxford & Sons v Sunderlandu postavila celkem dvě jednotky této třídy. Stejně jako třída Ardent měly oproti dřívějším třídám výzbroj posílenu o dva další 57mm kanóny a nenesly příďový torpédomet. Jejich stavbu zajistila loděnice Yarrow Shipbuilders v Cubitt Townu v Londýně. Do služby byly torpédoborce přijaty roku 1896.
Jednotky třídy Hardy:
| Jméno       | Založení kýlu   | Spuštěn           | Vstup do služby | Osud         |
| ----------- | --------------- | ----------------- | --------------- | ------------ |
| HMS Haughty | 28. května 1894 | 18. září 1895     | srpen 1896      | vyřazen 1912 |
| HMS Hardy   | 4. června 1894  | 16. prosince 1894 | srpen 1896      | vyřazen 1911 |

## Konstrukce
Výzbroj představoval jeden 76mm kanón, pět 57mm kanónů a dva jednohlavňové 457mm torpédomety se zásobou čtyř torpéd. Pohonný systém tvořilo osm kotlů Yarrow a dva tříválcové parní stroje s trojnásobnou expanzí o výkonu 4200 hp, roztáčející dva lodní šrouby. Spaliny odváděly tři komíny. Nejvyšší rychlost dosahovala 27 uzlů. Dosah byl 3000 námořních mil při rychlosti deset uzlů.